# Південний округ (Ботсвана)
Південний округ (англ. Southern District) — округ в Ботсвані. Адміністративний центр — місто Каньє.

## Географія
Сусідні області:
- Квененг — на півночі
- Північно-Західна провінція (ПАР) — на півдні
- Кгалагаді — на заході
- Південно-Східний — на сході

## Адміністративний поділ
Адміністративно округ ділиться на 4 субокруги:
- Баролонг
- Джваненг
- Нгвакеце
- Нгвакеце-Вест

## Економіка
На сході округу добувають марганцеву руду, азбест і алмази. По території округу проходить (через Раматлабама) невелика ділянка залізниці (близько 70 км) з Лобаце (Південно-Східний округ) в Ммабатго і Мафікенг (Північно-Західна провінція (ПАР)).